# Lever House (Brussel)

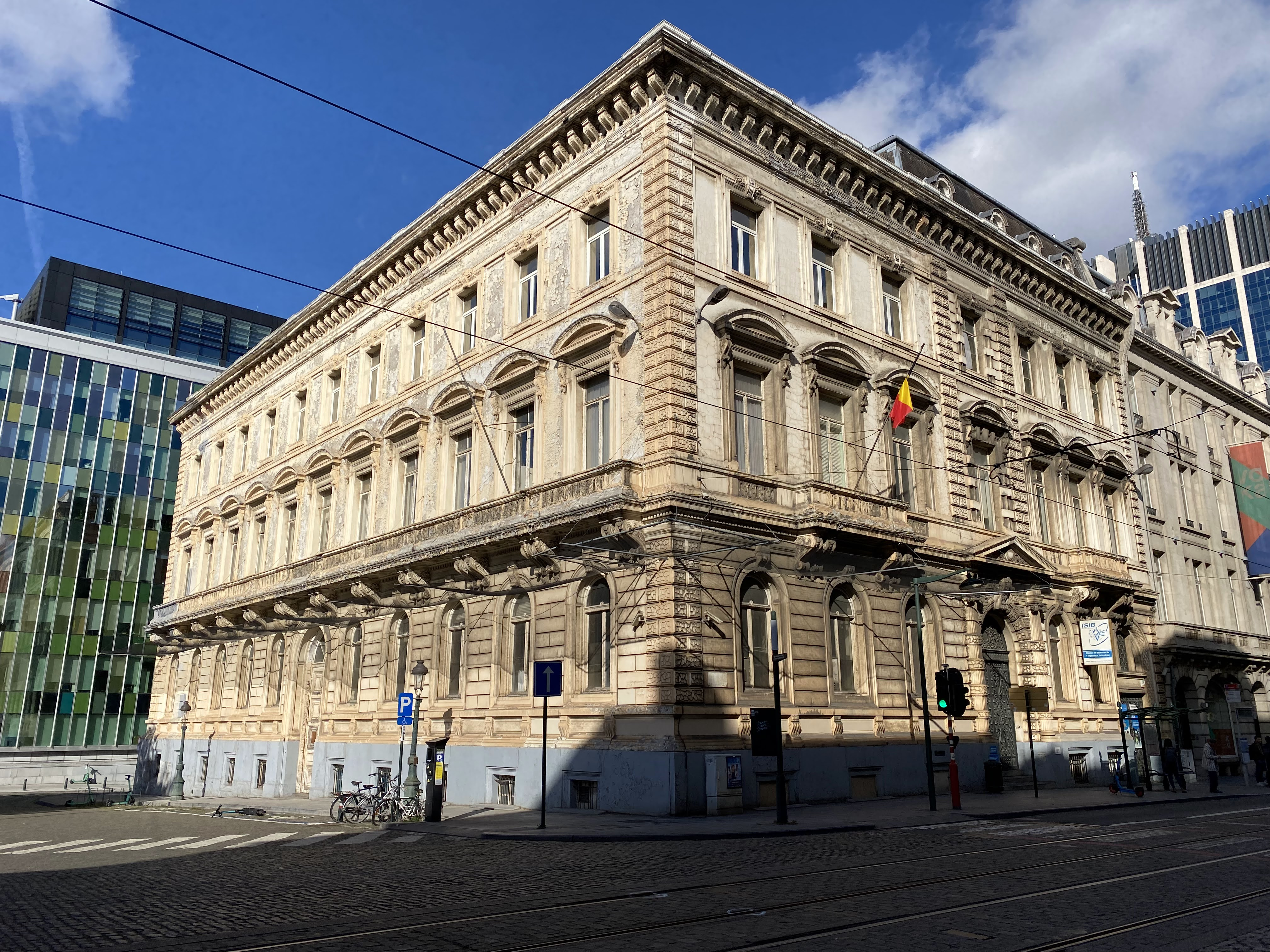
Voorgevel aan het Congresplein

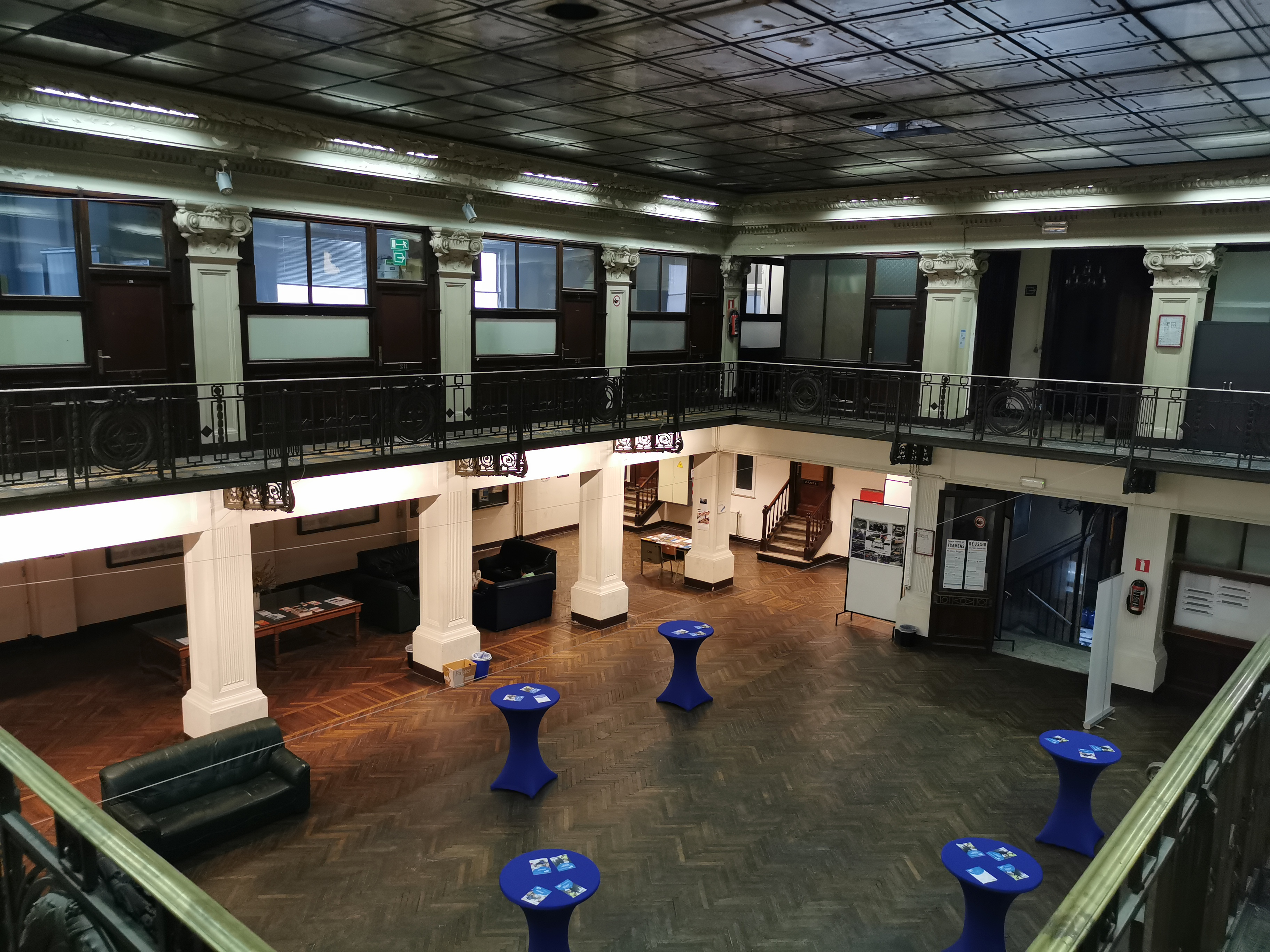
Interieur (voormalig koloniaal museum)

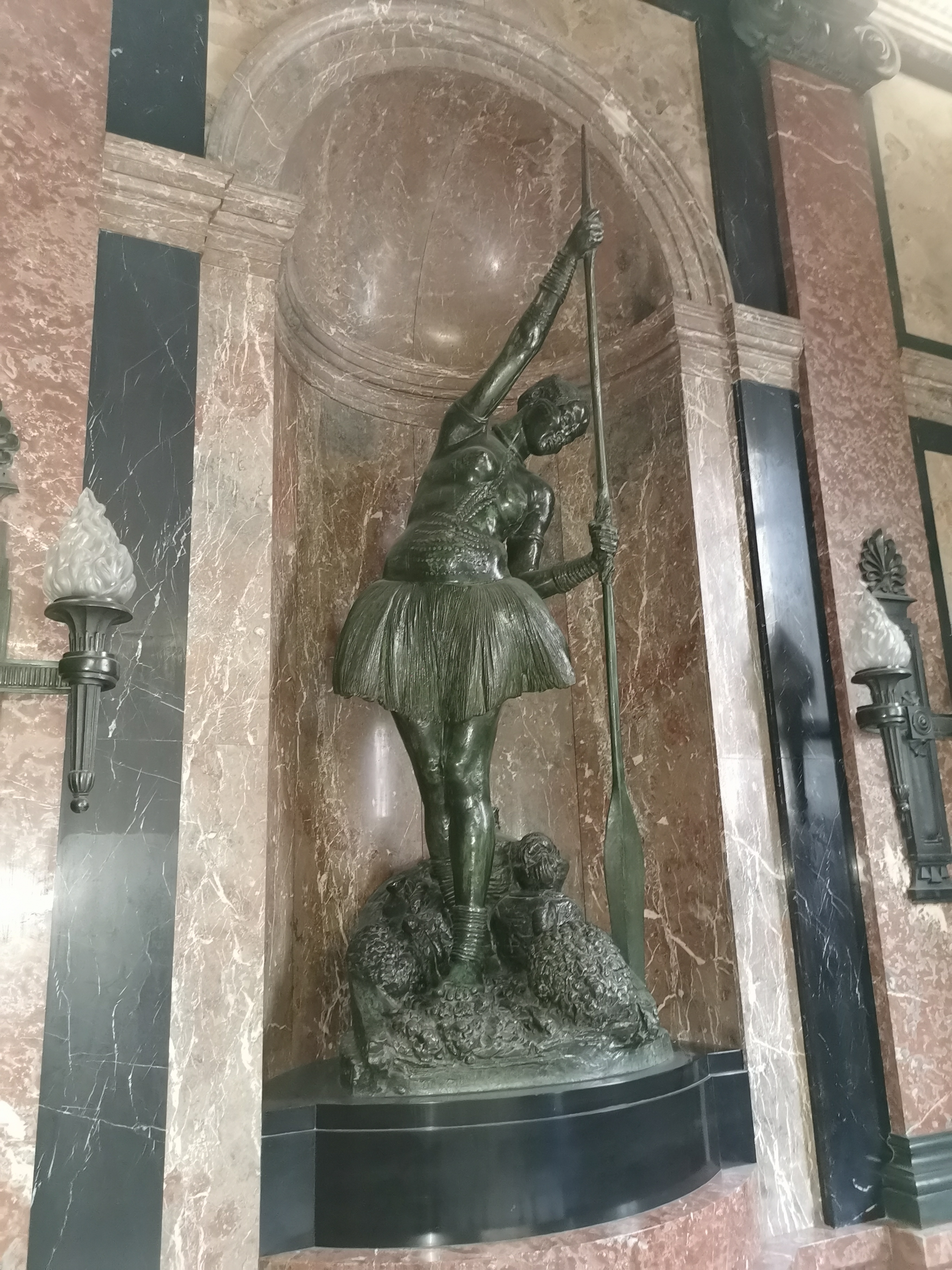
Vrouw met pagaai door Isidore De Rudder

Lever House is een neoklassiek gebouw op het Congresplein in Brussel. Het is opgetrokken in 1852 naar een ontwerp van Joseph Poelaert. Aan de overzijde van het plein staat een identiek herenhuis.

## Geschiedenis
Het Brusselse stadsbestuur schreef in 1847 een wedstrijd uit voor de creatie van een panoramisch plein met gedistingeerde huizen. Poelaert haalde de opdracht binnen in 1849. Hij tekende de herenhuizen aan het plein en ook de Congreskolom. Het bewaarde plan van Congresplein 2 is ondertekend door Jean-Pierre Cluysenaar, wat waarschijnlijk inhoudt dat hij de façadedetails uitwerkte.
Een particulier kocht de terreinen aan en liet de plannen tegen 1852 uitvoeren. Later kwam het monumentale herenhuis in handen van de Banque Transatlantique Belge, die in 1919 Cluysenaars kleinzoon Paul Saintenoy belastte met verbouwingen. Kort daarop werd het gebouw aangekocht door Les Savonneries Lever Frères, een bedrijf dat Congolese palmolie verwerkte in Vorst. Saintenoy kreeg de opdracht om het aanpalende pand te integreren in wat voortaan het Lever House zou heten. Hij creëerde een nieuwe hoofdingang aan de Koningsstraat en breidde de gevel daar uit van drie naar zeven traveeën op het model van Poelaert. Op het gelijkvloers kwamen een koloniaal museum en een bioscoop waar permanent de propagandafilm Du Congo belge au consommateur belge werd afgespeeld. De uitbreiding/verbouwing werd beëindigd in 1923.
Tijdens de Tweede Wereldoorlog nam het Ministerie van Landbouw zijn intrek in het gebouw. In 1947 werd de binneninrichting aangepast, waarbij het museum en de cinema verdwenen. Lever Frères verkocht het pand in 1957 aan het Ministerie van Onderwijs, dat er een Nederlandstalige en Franstalige opleiding voor nucleaire ingenieurs onderbracht: het Hoger Rijksinstituut van Kernenergiebedrijven en het Institut Supérieur Technique d'Ingénierie Nucléaire, later, na de overheveling van de onderwijsbevoegdheid naar de gewesten in 1988, werd dat het ééntalig Franse Institut Supérieur Industriel de Bruxelles (ISIB). Deze instelling ging in 1996 behoren tot de Haute École Paul-Henri Spaak.
Het gebouw is in 1977 beschermd.
In 2019 besliste de Federatie Wallonië-Brussel om het ISIB te verhuizen naar de Campus de la Plaine en het gebouw te koop te stellen voor 6,5 miljoen euro.

## Beschrijving
De stijl van het gebouw is neoklassiek met enkele vooruitwijzingen naar de neo-Italiaanse-renaissance, zoals de uitspringende kroonlijst. De lange gevel aan het Congresplein telt elf traveeën. De korte gevel aan de Koningsstraat 150-152 is door Saintenoy uitgebreid naar zeven traveeën. Hij drukte vooral zijn stempel op het centrale deel met fronton. Aan de Vandermeulenstraat zijn de drie oorspronkelijke traveeën van Poelaert onveranderd.
Binnen is weinig bewaard van Poelaerts decoratie, behalve in de vestibule en traphal aan het Congresplein. De vloer en de muren van Saintenoys monumentale hal aan de Koningsstraat zijn bekleed met wit, rood, zwart, groen en grijs marmer. In twee nissen staan bronzen standbeelden van Congolese arbeiders: links een man met machete door Paul Wissaert en rechts een vrouw met pagaai door Isidore De Rudder. De opstelling herinnert aan het Paleis der Koloniën, waarvoor De Rudder in 1897 gelijkaardig werk had geleverd.
Het gebouw is uniform wit geschilderd. Onder de afbladerende verf gaan oorspronkelijke elementen in blauwe hardsteen schuil.

## Voetnoten
1. ↑  Vervallen neo-klassieke parel aan Congresplein wordt verkocht, BRUZZ, 10 december 2019. Gearchiveerd op 20 september 2020.